# もの久保
もの久保（ものくぼ、生年不詳 - 2022年1月24日）は、日本のイラストレーター。Adobe Photoshopでイラストを制作していた。蟻塚のハンドルネームも持つ。

## 略歴
2010年、ニコニコ静画にて蟻塚のハンドルネームで投稿を開始。2013年にはpixivにてもの久保のハンドルネームで投稿を開始した。
2018年12月、章ごとにテーマを変えた初の個人画集となる『Megalophilia』を出版。2019年1月頃、干支のイノシシと人を通せんぼする巨大化したスズメのイラストをTwitterに投稿した結果、9万件のいいねと、2万件のリツイートが入るほどの注目を集めた。同年8月、異界に落ちた少女の旅を収録した画集『メガシア異界譚』を出版。2020年3月、ファンタジー物語を描いた連作画集『Replicare』を出版。2021年1月、癒しをテーマにした巨大生物の画集『MofuMofu』を出版。同年10月、根梨上村という架空の田舎を舞台にして、不穏をテーマとした画集『ねなしがみ』を出版と、2018年から毎年のように画集を出版していた。2022年1月16日、ファンへの感謝と全員の幸せを願い、24日に亡くなった。

## 主なイラスト

### 画集
- Megalophilia もの久保作品集 2018年 KADOKAWA ISBN 9784046024329
- メガシア異界譚 2019年 KADOKAWA ISBN 9784046044303
- Replicare{レプリカーレ} もの久保(蟻塚)画集 2020年 小学館集英社プロダクション ISBN 9784796877961
- MofuMofu 2021年 KADOKAWA ISBN 9784046049384
- ねなしがみ もの久保作品集 2021年 小学館集英社プロダクション ISBN 9784796878616

アンソロジー
- ILLUSTRATION 2019 2018年 翔泳社 ISBN 9784798158792
- 美しい情景イラストレーション ダークファンタジー編 2020年 パイ インターナショナル ISBN 9784756253910

### 装画
- 原浩『火喰鳥を、喰う』2020年 KADOKAWA ISBN 9784041108543[4]
- 鳴神響一『風巻(しまき) 伊豆春嵐譜』2021年 早川書房 ISBN 9784152100108[5]
- 最東対地『ふたりかくれんぼ』2021年 二見書房 ISBN 9784576211107[6]
- 阿部智里『発現』2021年 文春文庫 ISBN 9784167917340[7]
- 三津田信三、他『おはしさま 連鎖する怪談』2021年 光文社 ISBN 9784334914264[8]
- 稲田幸久『駆ける 少年騎馬遊撃隊』2021年 角川春樹事務所 ISBN 9784758413930[9]
- 嶺里俊介『走馬灯症候群』2021年 双葉文庫 ISBN 9784575525229[10]
- 佐々木功『真田の兵ども』2021年 角川春樹事務所 ISBN 9784758413961[11]
- 蔡駿『忘却の河』2023年 竹書房 上巻、下巻[12]

### その他
- 全話エンドカード　TVアニメ『魔法少女 俺』2018年[13]
- CDジャケット　谷山浩子『浩子の宅録』2021年[14]
- ミュージックビデオ背景　CIEL『眼裏の懐疑 / CIEL #03』2021年[15]
- イラスト　IPプロジェクト『神椿市建設中。』2021年 KAMITSUBAKI STUDIO[16]
- 挿絵　Ben Housden『Thunderpaws and the Tower of London』2021年 High Gate Press ISBN 9781914956010[17]